# 마르코 도나델
마르코 도나델(이탈리아어: Marco Donadel, 1983년 4월 21일 ~ )은 이탈리아의 전 축구 선수로 현역 시절 포지션은 미드필더였다.